# Zaklików Miasto
Zaklików Miasto – przystanek kolejowy w Zaklikowie, w województwie podkarpackim, w Polsce, oddany do użytku 14 czerwca 2020. Budowa została rozpoczęta pod koniec kwietnia 2019 roku.

## Ruch pasażerski
| Rok  | Wymiana pasażerska na dobę |
| ---- | -------------------------- |
| 2017 | –                          |
| 2022 | 10-19                      |